# Pièce foliaire

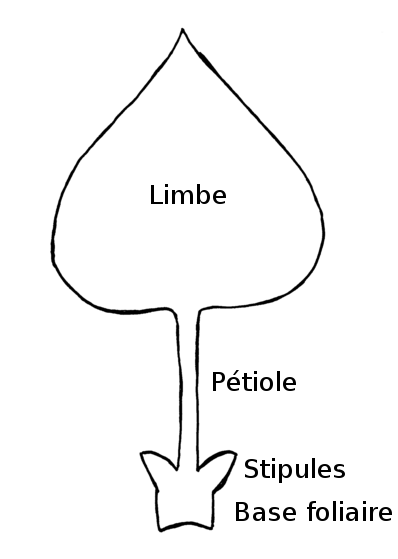
Diagramme montrant les différentes pièces foliaires d'une feuille complète.

Les pièces foliaires sont les différentes parties de la feuille, organe spécialisé dans la photosynthèse chez des spermaphytes. Elles sont issues des primordia générés à partir du méristème basal et intercalaire de l'ébauche foliaire.